# 金井大雪
金井 大雪（かない たいせつ、1997年1月29日 - ）は、ジャパンラグビーリーグワンNECグリーンロケッツ東葛に所属するラグビー選手。

## プロフィール
- 埼玉県出身[1]。
- ポジションはスタンドオフ(SO)。
- 身長 178 cm、体重 88 kg
- ニックネームはたいせつ。
- ジュニア・ジャパンに選ばれたことがある[2]。
- U20日本代表に選ばれたことがある[3]。
- 生まれた当日の深谷近辺の天気は快晴である。

## 略歴
2015年、深谷高校卒業後、法政大学に入る。
2019年、法政大学卒業後、NECグリーンロケッツ（現・NECグリーンロケッツ東葛）に加入。
2020年1月18日にジャパンラグビートップリーグ第2節日野レッドドルフィンズ戦に途中出場で公式戦初出場を果たす。